# فرانك وو
فرانك وو (بالإنجليزية: Frank Wu)‏ هو فنان أمريكي، ولد في 1964 في فيلادلفيا في الولايات المتحدة.

## وصلات خارجية
- الموقع الرسمي
- فرانك وو على موقع IMDb (الإنجليزية)